# Enguerrand Guépy
Enguerrand Guépy, né le 16 janvier 1974 à Nouméa, en Nouvelle-Calédonie, est un écrivain et metteur en scène de théâtre français.

## Biographie
Après cinq années passées à Nouméa, Enguerrand Guépy débarque avec ses parents à Paris où son père  est nommé chef de la représentation de la Nouvelle-Calédonie. Mais supportant mal la vie métropolitaine, celui-ci regagne précipitamment l'île laissant femme et enfant derrière lui. Il s'ensuivra pour le jeune Guépy une adolescence chaotique dans le Paris des années 80, séquence qu'il racontera dans son premier récit L' effervescence de la pitié. A dix-huit ans, il découvre Baudelaire puis l’œuvre de Léon Bloy à travers son journal Le Mendiant ingrat. Cette lecture fondatrice  l'amène à s'intéresser à la  philosophie et la théologie  chrétienne, et plus précisément  à Saint Thomas d'Aquin et Saint Augustin mais surtout à l'histoire des premières communautés chrétiennes et des racines juives du christianisme. Ces inspirations se reflètent notamment dans ses romans L'Éclipse et Marie-Madeleine. Cependant, c'est par l'écriture théâtrale qu'il débute, tout d'abord modestement au sein de l'atelier théâtre de l'université Paris-IV; puis par la création d'une compagnie qu'il animera pendant  une dizaine d'années.
Parmi les auteurs favoris de Guépy, outre Baudelaire, on peut citer les grands romanciers russes du XIXe siècle  mais aussi Balzac, Péguy, Cendrars, Henry Miller, Hermann Hesse, Vassily Grossman , Thomas Wolfe et surtout Tchekhov.
Cinéphile convaincu, Enguerrand Guépy voue une admiration sans borne à l'acteur Patrick Dewaere à qui il a consacré un roman biographique Un fauve.

## Publications
- L'Effervescence de la pitié, Paris, Presses de la Renaissance, 2006  (ISBN 978-2750901455).
- L'Éclipse, Paris, L'Œuvre Éditions, 2010  (ISBN 978-2356310293).
- Marie-Madeleine, Paris, L'Œuvre Éditions, 2012  (ISBN 978-2356311238).
- Un fauve, Monaco, Éditions du Rocher, 2016  (ISBN 978-2268084923).
- Ceci n'est pas mon corps, Monaco, Éditions du Rocher, 2021  (ISBN 978-2268105079)